# 街市街 (劍橋)

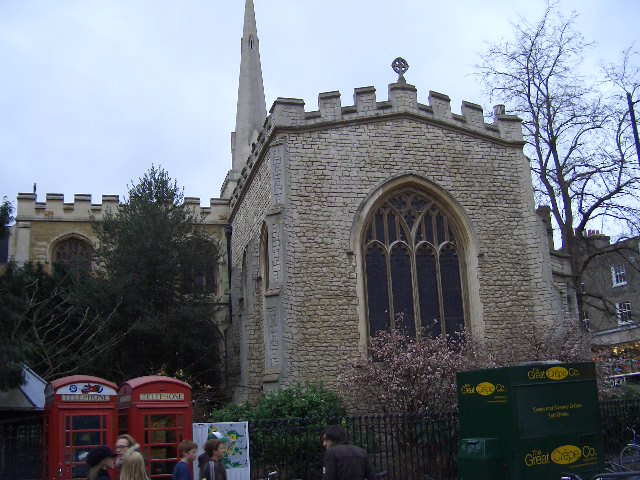
街市街夾悉尼街處的聖三一教堂。

街市街（英語：Market Street）是英國劍橋中部的一條購物街。它在街市山（Market Hill）之間，西邊是市中心的街市廣場（Market Square），東邊是悉尼街（Sidney Street）。在街市廣場的另一邊，這條街繼續向西延伸至劍橋大學教堂大聖馬利亞堂以北的聖馬利亞街（St Mary's Street）。悉尼街的另一邊是合信巷（Hobson's Passage），向東通往合信街（Hobson Street）。北面是街市巷（Market Passage），南面是Petty Cury，一條步行商業街。

## 建築物
聖三一教堂（Holy Trinity Church），建於約1400年，以垂直風格建造，位於街道的東端，夾悉尼街路口南角。
亨利·马田堂（Henry Martyn Hall）是一座以牧師及傳教士亨利·马田（Henry Martyn）命名的建築。它由工藝美術建築師Edward Schroeder Prior（1857-1932年，Norman Shaw的學生）設計，建於1885至1887年。一樓已改作商業用途。
域卡夫閣（Radcliffe Court）是一套住宅公寓，位於一系列底層商店上方，俯瞰街市廣場，於1964年竣工，由Stanley R. Nevell & Partners設計。